# Yokota Air Base

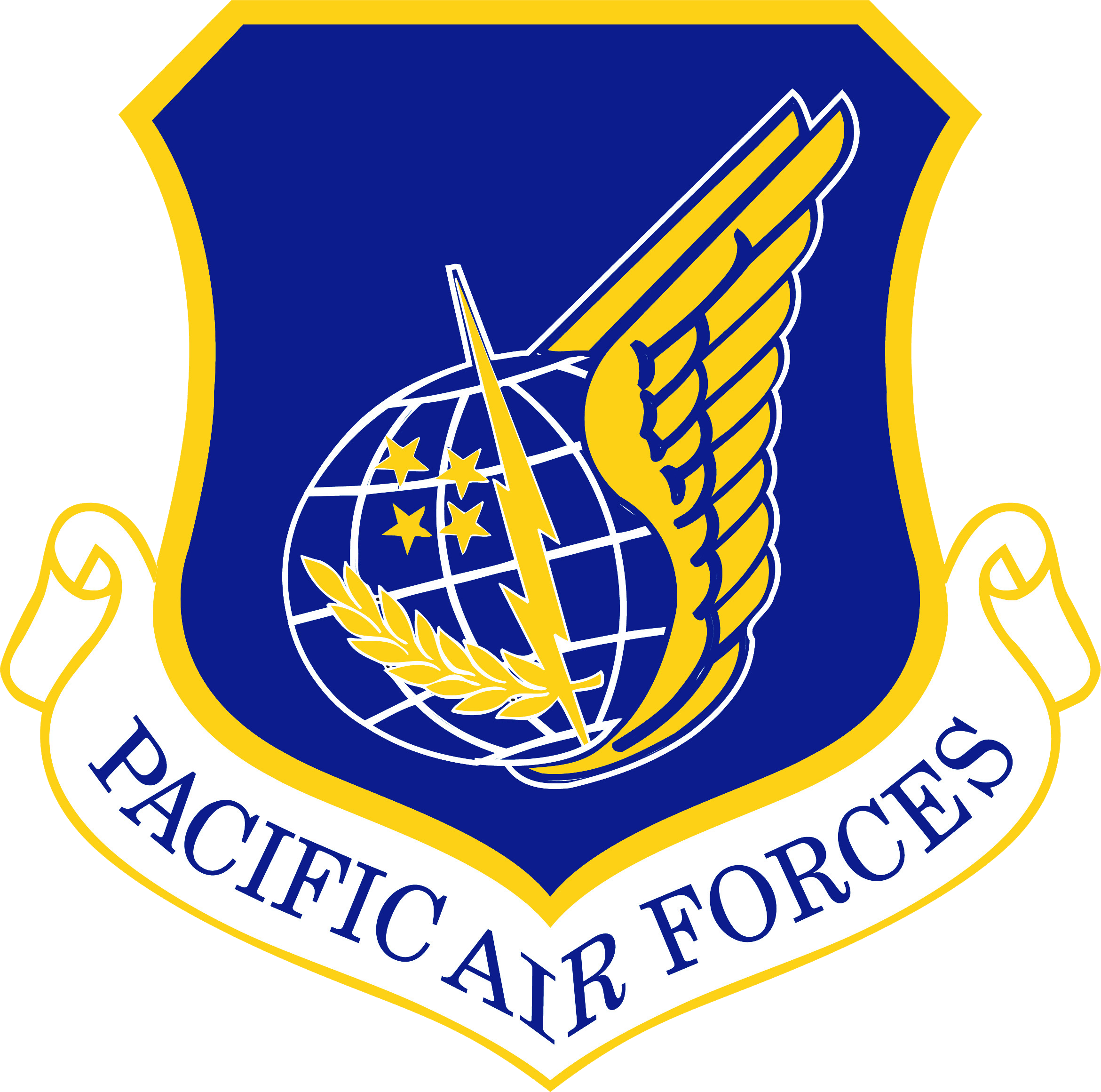
Pacific Air Forces

Badge des USFG

Yokota Air Base est une base aérienne de l'United States Air Force située à Fussa, dans la banlieue ouest de Tōkyō, au Japon. L'aéroport se trouve aussi dans les limites territoriales des villes de Musashimurayama, Akishima, Hamura, Tachikawa et le bourg de Mizuho.

## Historique
Elle a été construite par le Service aérien de l'Armée impériale japonaise sous le nom d'aérodrome Tama avant la Seconde Guerre mondiale à environ 1,5 km à l'est de la rivière Tama, qui coule entre Tōkyō et Yokohama.
Lors de l'occupation du Japon, elle accueille la 1re division de cavalerie américaine et devient alors le Quartier général des forces des États-Unis au Japon et, à partir de 1947, de la 5th Air Force de la Far East Air Forces, devenu depuis les Pacific Air Forces (PACAF).
Tout au long de la guerre de Corée, Yokota a été un centre important pour les forces américaines au Japon, un rôle dans qui a continué pendant la guerre froide et de nos jours. Pendant la guerre de Corée, Yokota a accueilli un large éventail d'unités de chasse, de bombardement et de reconnaissance, y compris les B-29 des 92e et 98e groupes de bombardement engagés dans des opérations contre la Corée du Nord.
Depuis les années 1970, Yokota a été utilisée principalement comme un centre logistique et administratif.

## Formations
Début 2007, Yokota AB abrite les grandes unités suivantes :
- quartier général des forces des États-Unis au Japon ;
- quartier général de la 5th Air Force des Pacific Air Forces ;
- 374th Airlift Wing.

## Défense antimissile du Japon
Le gouvernement du Japon a indiqué le 6 janvier 2011 qu’il déplace cette année le centre de commandement de sa défense antimissile de la base de la force aérienne d’autodéfense à Fuchū à la base aérienne de Yokota. Ce déplacement commencera en mars et sera terminé dans le courant de l’année. Ceci facilitera la coopération en matière de défense antimissile. 1 200 personnes seront transférées dans la nouvelle base. Le nouveau centre opérationnel japonais sera relié au 613e centre d’opérations aériennes et spatiales à Hickam Air Force Base à Hawaï, qui synchronise toutes les missions aériennes, spatiales et cyberespaces américaines dans ce théâtre d’opération du Pacifique. Le nouveau centre japonais sera relié par un tunnel au Quartier général américain au Japon.